# Chōkai (1932)
Chōkai (jap. 鳥海 Chōkai) – japoński krążownik ciężki typu Takao z okresu II wojny światowej. Okręt był jedną z czterech jednostek tego typu. Zostały one zbudowane po ratyfikowaniu w 1922 przez Japonię traktatu waszyngtońskiego.

## Historia
Środki na budowę krążownika „Chōkai” zostały przyznane w budżecie obronnym na rok 1927 jako część planu modernizacji japońskiej floty, który zakładał powstanie szeregu nowych, szybkich i silnie uzbrojonych okrętów o dużym zasięgu działania. Stępkę pod budowę „Chōkai” położono 5 kwietnia 1931 w stoczni Mitsubishi w Nagasaki. Wodowanie nastąpiło w 1932, wejście do służby 30 czerwca 1932.
Po wybuchu wojny na Pacyfiku okręt wziął udział w osłonie sił desantowych, które atakowały Malaje. Od stycznia do marca 1942 uczestniczył w walkach o opanowanie Holenderskich Indii Wschodnich. W kwietniu 1942 atakował alianckie statki transportowe pływające między Birmą a Indiami. W czerwcu 1942 brał udział w bitwie pod Midway jako daleka eskorta japońskiego zespołu lotniskowców.
W sierpniu 1942 „Chōkai” został przydzielony do sił działających w rejonie Wysp Salomona. 9 sierpnia uczestniczył w bitwie koło wyspy Savo, gdzie wziął udział w zatopieniu czterech alianckich krążowników. Podczas bitwy otrzymał trzy trafienia pociskami kalibru 203 mm wystrzelonymi z krążowników USS „Astoria” i USS „Quincy”. W wyniku ostrzału zginęło 34 członków załogi, a okręt wymagał remontu.
25 października, uczestnicząc w jednym ze starć bitwy o Leyte, okręt został uszkodzony przez ogień artyleryjski dział kalibru 127 mm oraz bombę wagomiaru 227 kg zrzuconą z amerykańskiego samolotu. W wyniku pożaru i eksplozji zgromadzonych na pokładzie okrętu torped, okręt nie był zdolny do dalszej walki i został zatopiony torpedą wystrzeloną z japońskiego niszczyciela „Fujinami”.